# 李鏊
李鏊（1463年—？），陕西鞏昌府通渭县平襄镇人，明朝政治人物，弘治癸丑进士。

## 生平
李鏊自幼聪明而勤学。弘治二年（1489年）中式己酉科陕西鄉試第二十九名举人，弘治六年（1493年）登癸丑科進士。此后他任行人司行人，主管封藩事。分巡各王国時，所到之处谢绝“迎送礼仪”，故“驰声洋溢”。通渭旧县志称其“德范纯雅，才学精优，生平忠义”。最后“自誓坚持修德、进业不懈，但未能施展平生所志、所学而亡”。卒祀乡贤祠。

## 家族
曾祖李景文，遇例冠帶；祖父李宏；父李良玉，監生、祁州判官。母王氏。具庆下。